# Campeonato Asiático de Atletismo Júnior de 2010
A 14ª edição do Campeonato Asiático de Atletismo Júnior foi o evento esportivo organizado pela Associação Asiática de Atletismo (AAA) para atletas com até 20 anos classificados como Júnior. O evento foi sediado em Hanói, no Vietnã, no período de  2 de julho a 4 de julho de 2010. Foram disputadas 44 provas igualmente distribuído entre masculino e feminino com a presença de 37 nacionalidades. Foram quebrados dois recordes do campeonato.

## Medalhistas
Esses foram os resultados da competição. 

### Masculino
| Evento                      | Ouro                                                                                         | Ouro        | Prata                                                             | Prata       | Bronze                                                                     | Bronze      |
| --------------------------- | -------------------------------------------------------------------------------------------- | ----------- | ----------------------------------------------------------------- | ----------- | -------------------------------------------------------------------------- | ----------- |
| 100 metros                  | Zheng Dongsheng · China                                                                      | 10.65       | Hassan Taftian Irão                                               | 10.81       | Kazuki Baba · Japão                                                        | 10.86       |
| 200 metros                  | Supachai Chimdee · Tailândia                                                                 | 20.80       | Zheng Dongsheng · China                                           | 21.03       | Taishi Nakayama · Japão                                                    | 21.05       |
| 400 metros                  | Sajjad Hashemi Irão                                                                          | 47.18       | Lin Yang · China                                                  | 47.26       | Chen Chieh · Taipé Chinesa                                                 | 47.85       |
| 800 metros                  | Mohamed Al-Garni · Catar                                                                     | 1:48.13     | Hamza Driouch · Catar                                             | 1:48.79     | Abdulaziz Mohamed · Arábia Saudita                                         | 1:48.97     |
| 1.500 metros                | Mohamed Al-Garni · Catar                                                                     | 3:55.94     | Ryota Matono · Japão                                              | 3:58.28     | Ghasem Farisat Irão                                                        | 3:59.27     |
| 5.000 metros                | Edwin Chebii Kimurer · Barém                                                                 | 15:08.14    | Ikuto Yufu · Japão                                                | 15:08.93    | Ikki Takeuchi · Japão                                                      | 15:21.45    |
| 10.000 metros               | Suresh Kumar · Índia                                                                         | 31:53.68    | Keita Shitara · Japão                                             | 32:47.16    | Shingo Hayashi · Japão                                                     | 35:58.95    |
| 110 metros com barreiras    | Li Yen-Lin · Taipé Chinesa                                                                   | 13.90       | Siddhanth Thingalaya · Índia                                      | 13.96       | Zhang Chi · China                                                          | 14.15       |
| 400 metros com barreiras    | Seiya Kato · Japão                                                                           | 50.83       | Chen Chieh · Taipé Chinesa                                        | 51.13       | Yuichi Nagano · Japão                                                      | 51.21       |
| 3.000 metros com obstáculos | Hiroaki Koike · Japão                                                                        | 9:10.66     | Isaac Chelimo · Barém                                             | 9:30.80     | Chou Ting Yin · Taipé Chinesa                                              | 9:36.63     |
| Revezamento 4 x 100 metros  | Tailândia · Narakorn Chaiprasert · Tossaporn Boonhan · Weerawat Pharueang · Supachai Chimdee | 39.82       | Hong Kong · Kwan Tsz Him · Ng Ka Fung · Ho Man Lok · Ho Ping Kwan | 40.51 NJR   | Japão · Kazuki Baba · Taishi Nakayama · Naohiro Yokoyama · Farouq Ishimoto | 40.64       |
| Revezamento 4 x 400 metros  | Tailândia · Nitat Kaewkhong · Nitipol Thongpoon · Arnon Jaiaree · Supachai Chimdee           | 3:11.39     | Japão · Yuichi Nagano · Suguru Ito · Seiya Kato · Kengo Yamazaki  | 3:12.14     | Irão Alireza Mardanizadeh Alireza Mehr-Safouti Ali Shaffaf Sajjad Hashemi  | 3:16.90     |
| Marcha atlética 10 km       | Wang Zhendong · China                                                                        | 44:35.95    | Manabu Aoki · Japão                                               | 45:01.73    | Patel Mani Ram · Índia                                                     | 45:06.51    |
| Salto em altura             | Mutaz Essa Barshim · Catar                                                                   | 2.31 m ,    | Zhang Guowei · China                                              | 2.23 m      | Hsiang Chun-Hsien · Taipé Chinesa                                          | 2.19 m NJR  |
| Salto com vara              | Nikita Filippov · Cazaquistão                                                                | 5.05 m      | Sergey Grigoryev · Cazaquistão                                    | 4.95 m      | Sakurai Shun · Japão                                                       | 4.65 m      |
| Salto em comprimento        | Lin Ching-Hsuan · Taipé Chinesa                                                              | 7.94 m (w)  | Supanara Sukhasvasti na Ayudhya · Tailândia                       | 7.84 m (w)  | Ankit Sharma · Índia                                                       | 7.77 m (w)  |
| Salto triplo                | Cao Shuo · China                                                                             | 16.84 m (w) | Arpinder Singh · Índia                                            | 16.13 m     | Vahid Seddigh Irão                                                         | 15.78 m NJR |
| Arremesso de peso           | Alireza Mehr-Safouti Irão                                                                    | 19.07 m     | Zuo Shihao · China                                                | 18.56 m     | Mousab Aicha Esheb Síria                                                   | 17.48 m     |
| Arremesso de disco          | Hamid Mansoor Síria                                                                          | 56.25 m     | Prabhjot Singh · Índia                                            | 54.13 m     | Kirpal Singh Batth · Índia                                                 | 53.23 m     |
| Lançamento do martelo       | Harminder Singh · Índia                                                                      | 71.53 m NJR | Pejman Ghalehnoei Irão                                            | 64.11 m     | Mohammad Abdulhamed · Kuwait                                               | 62.49 m     |
| Lançamento do dardo         | Sun Jianjun · China                                                                          | 73.38 m     | Cheng Chao-Tsun · Taipé Chinesa                                   | 73.26 m NJR | Huang Shih-Feng · Taipé Chinesa                                            | 72.43 m     |
| Decatlo                     | Mohamed Ahmed Al-Mannai · Catar                                                              | 7078 pts    | Abdulrahman Mahmoud · Arábia Saudita                              | 6850 pts    | Sergey Timshin · Uzbequistão                                               | 6677 pts    |

### Feminino
| Evento                      | Ouro                                                                              | Ouro     | Prata                                                                             | Prata       | Bronze                                                                          | Bronze        |
| --------------------------- | --------------------------------------------------------------------------------- | -------- | --------------------------------------------------------------------------------- | ----------- | ------------------------------------------------------------------------------- | ------------- |
| 100 metros†                 | Jiang Shan · China                                                                | 11.96    | Setya Utami Tri · Indonésia                                                       | 12.10       | Olga Safronova · Cazaquistão                                                    | 12.17         |
| 200 metros†                 | Jiang Shan · China                                                                | 24.04    | Chinta Shanthi · Índia                                                            | 24.46       | Viktoriya Zyabkina · Cazaquistão                                                | 24.55         |
| 400 metros                  | Gulustan Mahmood Ieso · Iraque                                                    | 54.17    | Chen Lin · China                                                                  | 54.81       | Zhao Yanmin · China                                                             | 55.03         |
| 800 metros                  | Gulustan Mahmood Ieso · Iraque                                                    | 2:14.4   | Zhang Xiaojun · China                                                             | 2:16.0      | Do Thi Thao · Vietname                                                          | 2:16.7        |
| 1.500 metros                | Genzebe Shami · Barém                                                             | 4:30.76  | Zhang Xiaojun · China                                                             | 4:31.79     | Chikako Mori · Japão                                                            | 4:35.26       |
| 3.000 metros                | Mahiro Akamatsu · Japão                                                           | 9:36.47  | Genzebe Shami · Barém                                                             | 9:37.57     | Sun Lamei · China                                                               | 9:39.89       |
| 5.000 metros                | Tejitu Daba · Barém                                                               | 16:21.30 | Katsuki Suga · Japão                                                              | 16:31.22    | Jang Eun-Young Coreia do Sul                                                    | 16:37.10      |
| 100 metros com barreiras    | Wu Shuijiao · China                                                               | 13.77    | Huang Wen-Lin · Taipé Chinesa                                                     | 14.18       | Hemasree Jayapal · Índia                                                        | 14.56         |
| 400 metros com barreiras    | Haruka Shibata · Japão                                                            | 1:00.20  | Svetlana Zagorodneva · Cazaquistão                                                | 1:01.04     | T. Piriyah Singapura                                                            | 1:01.69 NJR   |
| 3.000 metros com obstáculos | Zarina Mentayeva · Cazaquistão                                                    | 11:21.68 | Aranga Weerasing Pathiranage · Sri Lanka                                          | 11:38.02    | Thi Thu Huong Nguyen · Vietname                                                 | 12:01.11      |
| Revezamento 4 x 100 metros† | Índia · Nirupama Sunderraj · Nanda Sarvani · Chinta Shanthi · Govind Raj Gayathri | 45.82    | China · Chen Lin · Jiang Shan · Wu Shuijiao · Lu Minjia                           | 45.87       | Taipé Chinesa · Liao Ching-Hsien · Hsu Yung-Chieh · Huang Wen-Lin · Tsai Pei-Ju | 45.90         |
| Revezamento 4 x 400 metros  | Tailândia · Kunjana Boonrung · Pornpan Hoemhuk · Sunia Pedbanna · Karat Srimueng  | 3:53.77  | Vietname · Thi Nhu Hai Nguyen · Thi Nga Nguyen · Thi Van Nguyen · Thi Thuy Nguyen | 3:58.39     | Hong Kong · Hui Man Ling · Leung Hau Sze · Lo Wing Hei · Fong Yee Pui           | 4:13.78       |
| Marcha atlética 10 km       | Tong Lingling · China                                                             | 49:11.93 | Hiroi Maeda · Japão                                                               | 49:25.87    | Ayman Kozhakhmetova · Cazaquistão                                               | 50:17.04      |
| Salto em altura             | Wu Meng-Chia · Taipé Chinesa                                                      | 1.78 m   | Tran Huy Hoa · Vietname                                                           | 1.76 m      | Fung Wai Yee · Hong Kong                                                        | 1.68 m        |
| Salto com vara              | Xu Huiqin · China                                                                 | 3.90 m   | Yuko Enomoto · Japão                                                              | 3.65 m      | Ho Chieh-Ying · Taipé Chinesa                                                   | 3.40 m        |
| Salto em comprimento        | Lu Minjia · China                                                                 | 6.47 m   | Renubala Mahanta · Índia                                                          | 6.11 m (w)  | Shardha Ghule · Índia                                                           | 6.05 m (w)    |
| Salto triplo                | Sun Yan · China                                                                   | 13.75 m  | Govind Raj Gayathri · Índia                                                       | 13.58 m NJR | Wei Mingchen · China                                                            | 13.15 m       |
| Arremesso de peso           | Gu Siyu · China                                                                   | 15.47 m  | Lee Sung-Hye Coreia do Sul                                                        | 14.49 m     | Taryarea Tikaveva · Uzbequistão                                                 | 13.61 m       |
| Arremesso de disco          | Gu Siyu · China                                                                   | 52.52 m  | Subenrat Insaeng · Tailândia                                                      | 46.54 m     | Jeon Hye-Ji Coreia do Sul                                                       | 44.32 m       |
| Lançamento do martelo       | Galina Mityaeva · Tajiquistão                                                     | 56.05 m  | Miya Itoman · Japão                                                               | 46.77 m     | Sem premiação                                                                   | Sem premiação |
| Lançamento do dardo         | Anastasiya Svechnikova · Uzbequistão                                              | 54.32 m  | Sui Liping · China                                                                | 52.64 m     | Yuka Sato · Japão                                                               | 48.46 m       |
| Heptatlo                    | Ling Chu Chia · Taipé Chinesa                                                     | 4848 pts | Sunisa Khotseemueang · Tailândia                                                  | 4551 pts    | Bùi Thị Thu Thảo · Vietname                                                     | 4170 pts      |

- † = Os seguintes resultados e medalhas para o Cazaquistão foram anulados após o teste de doping positivo de Yulia Gavrilova: [8]

- - 100 metres: Yulia Gavrilova  Cazaquistão (11.85)
  - 200 metres: Yulia Gavrilova  Cazaquistão (23.41 NJR)
  - Revezamento 4 x 100 metros:  Cazaquistão Aygerim Shynyzbekova, Olga Bludova, Viktoriya Zyabkina, Yulia Gavrilova (45.57)

## Quadro de medalhas
| Ordem | País           | Ouro | Prata | Bronze |     |
| 1     | China          | 13†  | 9†    | 4†     | 26  |
| 2     | Japão          | 4    | 9     | 9      | 22  |
| 3     | Taipé Chinesa  | 4    | 3     | 6†     | 13† |
| 4     | Tailândia      | 4    | 3     | 0      | 7   |
| 5     | Catar          | 4    | 1     | 0      | 5   |
| 6     | Índia          | 3†   | 6     | 5†     | 14  |
| 7     | Barém          | 3    | 2     | 0      | 5   |
| 8=    | Cazaquistão    | 2†   | 2     | 3†     | 7†  |
| 8=    | Irão           | 2    | 2     | 3      | 7   |
| 10    | Iraque         | 2    | 0     | 0      | 2   |
| 11    | Uzbequistão    | 1    | 0     | 2      | 3   |
| 12    | Síria          | 1    | 0     | 1      | 2   |
| 13    | Tajiquistão    | 1    | 0     | 0      | 1   |
| 14    | Vietname       | 0    | 2     | 3      | 5   |
| 15=   | Coreia do Sul  | 0    | 1     | 2      | 3   |
| 15=   | Hong Kong      | 0    | 1     | 2      | 3   |
| 17    | Arábia Saudita | 0    | 1     | 1      | 2   |
| 18=   | Sri Lanka      | 0    | 1     | 0      | 1   |
| 18=   | Indonésia      | 0    | 1†    | 0      | 1   |
| 20=   | Kuwait         | 0    | 0     | 1      | 1   |
| 20=   | Singapura      | 0    | 0     | 1      | 1   |
| Total | Total          | 44   | 44    | 43     | 131 |

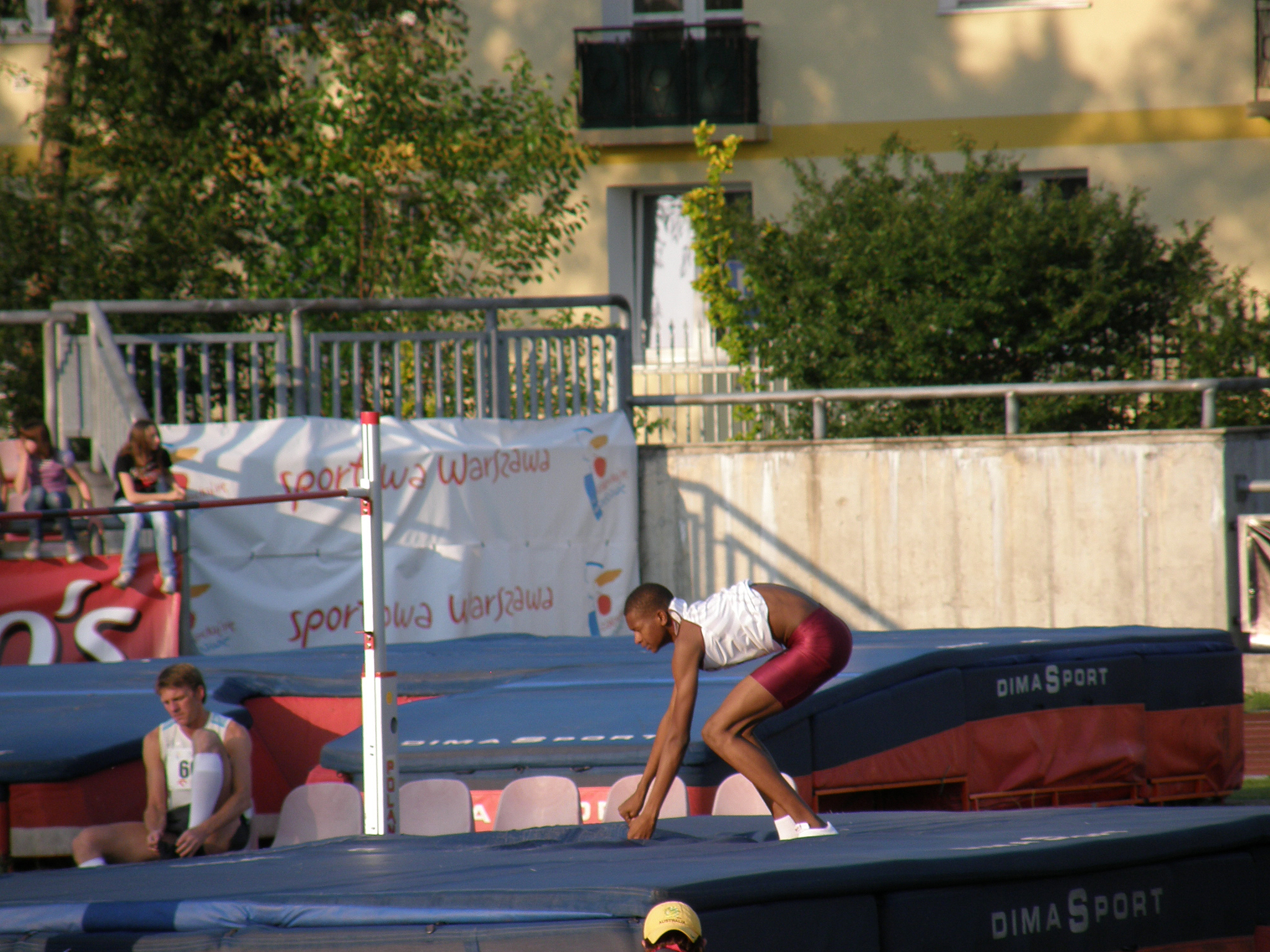
Mutaz Essa Barshim foi um dos quatro medalhistas de ouro do Qatar.

- † = Todos os resultados marcados com o símbolo significam mudanças no quadro de medalhas devido à dopagem de Yulia Gavrilova. O Cazaquistão perdeu três medalhas de ouro devido a isso, mas também ganhou duas medalhas de bronze, já que outros atletas do Cazaquistão foram elevados no ranking. Taipei chinês ganhou uma medalha de bronze de revezamento. A china ganhou duas medalhas de prata e uma de bronze elevando a dois ouro e uma prata, a Índia tem uma medalha de prata e uma de bronze bronze  ganhando  mais uma de  ouro e uma prata, enquanto a indonésio tinha uma medalha de bronze para uma medalha de prata. Isso afetou profundamente o ranking final do Cazaquistão - inicialmente de vice-campeão, cairam para a oitava posição conjunta. O Japão e o Taipé Chinês tornaram-se os países do segundo e terceiro lugares. A Índia passou do oitavo para o sexto, enquanto a Indonésia passou do 19º para o 18º. [9]